# Liceo Pablo Neruda
El Liceo Pablo Neruda de Temuco (anteriormente llamado Liceo Fiscal de Temuco, Liceo de Hombres de Temuco y Liceo A-28 de Temuco) es un uno de los establecimientos educacionales emblemáticos, tradicionales y de excelencia de la educación pública en Chile. Fundado el 6 de abril de 1888 por decreto del gobierno de José Manuel Balmaceda, es reconocido a nivel nacional por ser uno de los Liceos Bicentenarios de Chile.

## Historia
El 6 de abril del año 1888 se funda el Liceo Fiscal de Temuco cuyo primer director sería el profesor normalista Plácido Briones. El 29 de abril de 1889, con 58 alumnos e inaugura el año escolar en las inmediaciones de la antigua notaría de don Eduardo Muñoz, frente a la Plaza Aníbal Pinto.

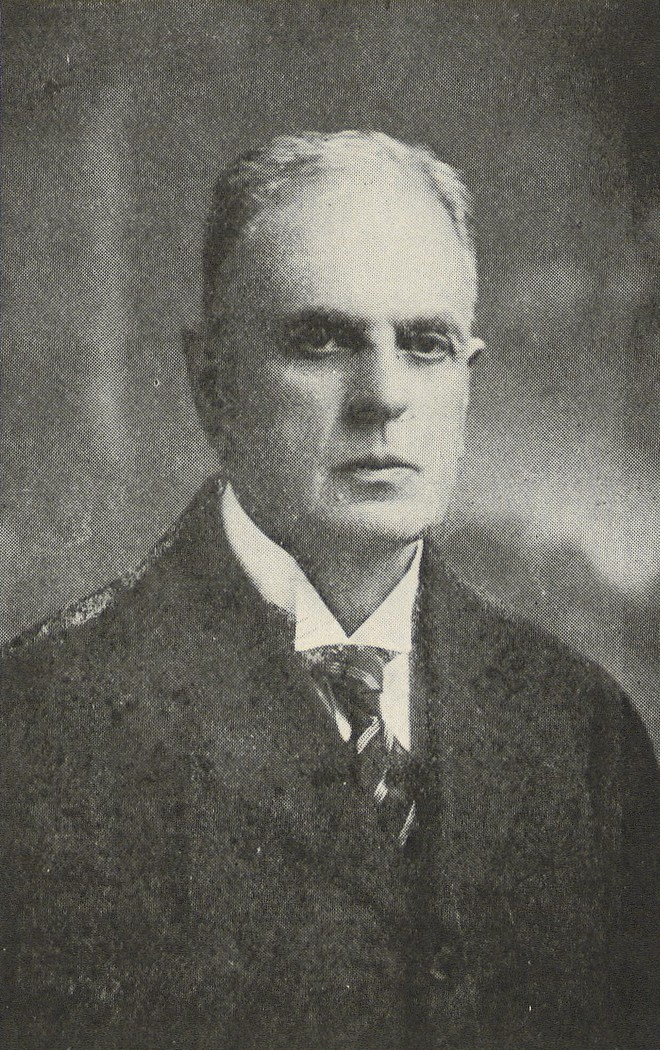
Fotografía de Tomás Guevara Silva

«El primer día de labores, el Rector Plácido Briones “de imponente silueta y con sus patillas españolas plateadas...” esperaba rodeado de sus profesores en la puerta del liceo y saludaba a los padres, apoderados y vecinos que ese día habian vestido sus mejores galas para ir a dejar a sus muchachos y solemnizar tan importante paso que daba el progreso de la ciudad».

### Gestión de Tomás Guevara (1899-1913)
El 18 de agosto de 1899 asume la dirección del establecimiento el profesor e historiador Tomás Guevara, quien también había combatido en la Guerra del Pacífico. A su llegada renueva el cuerpo docente del Liceo, integrando a los mejores profesores que podía encontrar en el sur de Chile, entre ellos destacan el intelectual e investigador Rodolfo Lenz, el profesor de alemán Juan Türke quien además sería el responsable de impulsar las obras de la Avenida Alemania y el Hipódromo de Temuco, el profesor de matemáticas y estadísticas Eduardo Peña (muy temido por Pablo Neruda), el profesor de dibujo Juan Antonio Sepúlveda, entre otros. 
Su gestión está marcada por un amplio estudio de la cultura Mapuche apoyado por un equipo de investigación que formó con algunos alumnos, entre ellos Lorenzo Coliman y Manuel Manquilef González. En este período se publicaron numerosas investigaciones, entre ellas: Historia de la Civilización de Araucanía (1898-1902), Costumbres judiciales i enseñanza de los Araucanos (1904), Psicología del pueblo araucano (1908), Los araucanos en la revolución de la independencia (1910), Folklore araucano: refranes, cuentos, cantos, procedimientos industriales, costumbres prehispanas (1911) y Las últimas familias y costumbres araucanas (1913). 

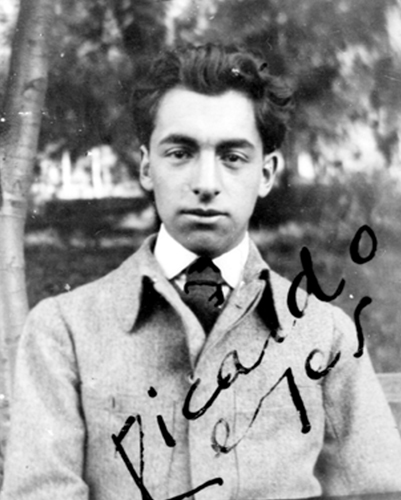
Fotografía del joven Pablo Neruda (1904–1973)

Para la primera década del siglo XX, el Liceo Fiscal de Temuco ya había cambiado nuevamente de sede, estableciéndose al final de la calle Claro Solar con Zentenoen una propiedad de 13 hectáreas perteneciente a Osvaldo Bustos y adquirida el 24 de julio de 1905, cuya instalación final fue el 21 de mayo de 1906. Su edificio bordeaba la línea del ferrocarril y estaba ubicado a sólo cinco cuadras de la casa paterna de Pablo Neruda, quien en 1910 y a la corta edad de seis años, hace ingreso a las aulas. Años más tarde recordará al Liceo con estas palabras:
«En ese año memorable [1910] entré al Liceo, un vasto cascarón con salas destartaladas y subterráneos sombríos. Desde la altura del Liceo, en primavera, se divisaba el ondulante y delicioso río Cautín, con sus márgenes pobladas de manzanos silvestres. Nos escapábamos de las clases para meter los pies en el agua fría, que corría sobre las piedras blancas. El Liceo era un terreno de inmensas perspectivas, para mis seis años de edad. Todo tenía posibilidades de misterio. El sitio de mayor fascinación era el subterráneo. Había allí un silencio y una oscuridad muy grande. Alumbrándonos con velas, jugábamos a la guerra».
En esta época el Liceo no gozaba de una infraestructura adecuada para albergar a los estudiantes y docentes pero, a pesar de estos obstáculos materiales, la fama de sus aulas iba en aumento. Guevara optó por organizar mejor a los inspectores, reemplazar las salas de castigo por observaciones personales y anotaciones; además, impone la costumbre de que, si un alumno faltaba dos días seguidos, se asignaba a un profesor para que investigara la situación del estudiante. Puso un fuerte acento en el estudio de la lengua alemana, ya que gran parte de la población de Temuco y sus alrededores hablaban este idioma debido a la inmigración de las familias alemanas al sur de Chile.

### Gestión de Marco Antonio Letelier (1913-1925)

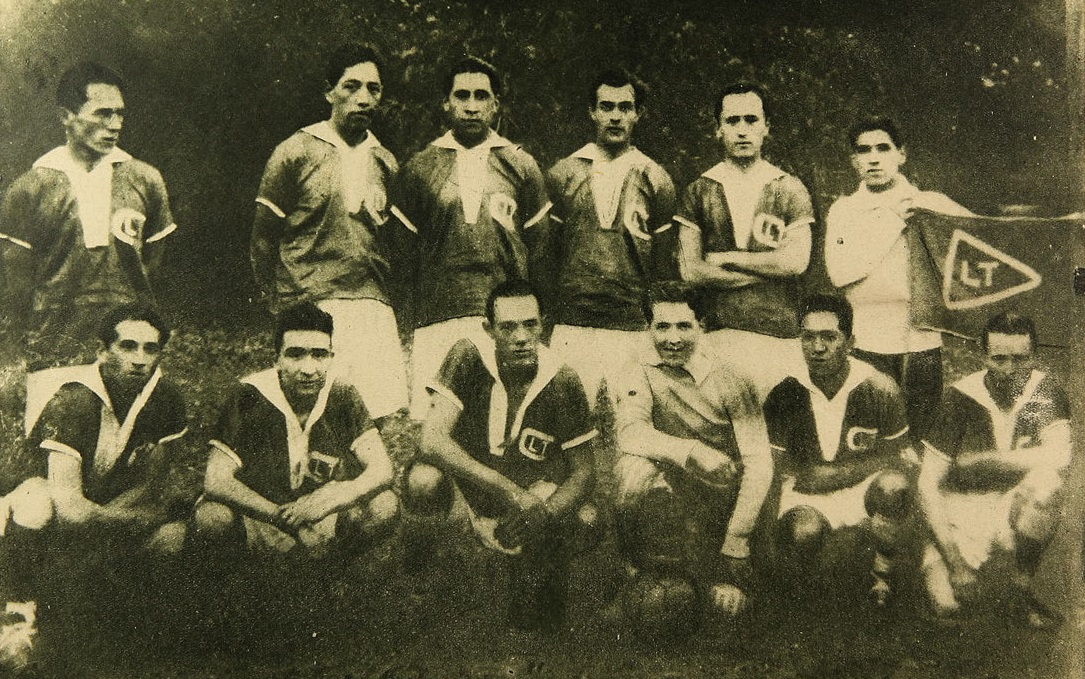
Liceo de Temuco, Los Sports, (9 de septiembre de 1926)

En 1913 y luego de doce años como rector, Tomás Guevara deja el cargo para asumir la dirección del Liceo José Victorino Lastarria en Santiago. El profesor Marco Antonio Letelier asumirá como rector del Liceo. El 28 de septiembre de 1922 se produce un incendio que acabará con la totalidad del edificio, teniendo que ser trasladado provisoriamente todo el personal docente y estudiantil al antiguo Colegio Inglés, una casona de madera propiedad del profesor Plácido Briones, primer rector del Liceo, ubicada en la calle Arturo Prat con Lautaro, donde actualmente se encuentra la Iglesia Anglicana de Temuco.
La gestión de Letelier es prolífera: funda la Liga Protectora de Estudiantes Pobres, el Club deportivo Los Sports, instituye la tradicional «Fiesta de la Primavera» y la «Fiesta del Libro» y erige la revista Estudiantes. Además crea el Ateneo Literario, el cual presidirá Pablo Neruda. El 18 de noviembre de 1920 el joven poeta obtiene el primer premio en las Fiestas de la Primavera de la ciudad. 
En 1925 deja la rectoría del Liceo Fiscal de Temuco para ir rumbo a Santiago a asumir la dirección del Liceo Manuel Barros Borgoño.  
Finalmente, en 1932 se traslada el ya Liceo de Hombres de Temuco, a la avenida Balmaceda, en las faldas del Cerro Ñielol y cerca del canal Gibs, donde se ubica actualmente. 

## Cambio de nombre en 1971
El 3 de noviembre de 1971 los senadores Ricardo Ferrando Keun y Renán Fuentealba Moena presentaron una moción en el Senado de Chile para cambiar el nombre de «Liceo de Hombres N°1 de Temuco» a «Liceo Pablo Neruda». 
«Es así como hemos creído de justicia honrar la memoria del insigne vate dando su nombre al Liceo en que se educó, lo que, al mismo tiempo, pone de manifiesto la veneración y respeto con que los habitantes de la Ciudad de la Frontera recuerdan al poeta». 
A pesar de esta iniciativa, no se materializó el cambio hasta al menos una década más tarde. Las fuentes de la fecha exacta del cambio de nombre todavía no se puede establecer debido a la escasez de fuentes históricas.

## Internado de hombres
El 13 de noviembre de 1933, por decreto n.º 4585, se autoriza el funcionamiento del Internado a partir del 26 de abril de 1934, en una propiedad arrendada a la Cruz Roja Chilena que se ubicaba en calle Balmaceda 616. El primer director sería Lorenzo Sazié Herrera (1933-1937), abogado y profesor de estado. En 1934 la matrícula constaba de 65 alumnos, llegando a alcanzar 112 alumnos internos en el año 1936. Los siguientes directores fueron Hermógenes Astudillo (1937-1946), Waldo Retamal Melo (1946-1968) y Daniel Rodríguez Fuentes (1968-1985). Durante la dirección de Waldo Retamal en 1953 se comienza la construcción del actual edificio donde se emplaza el Internado Pablo Neruda en el extremo poniente de la avenida Balmaceda y calle Lynch. 

### División de la administración
En el año 1970 es traspasado a la Junta Nacional de Auxilio Escolar y Becas (JUNAEB), siendo denominado como «Hogar Estudiantil Nº1 de Hombres» a través de un decreto del Ministerio de Educación de Chile. Esta decisión trae consigo un cambio en la dirección del Internado de Hombres que hasta ahora era dirigido también por el rector del Liceo de Hombres de Temuco, separando su administración en dos direcciones diversas. Es así como en 1970 se designa a Héctor Vera Vásquez como primer rector del ahora Hogar Estudiantil N°1 de Hombres. 
Poco más de una década después, en el año 1981 y por Decreto Supremo, se transfiere la administración del Hogar Estudiantil a la Ilustre Municipalidad de Temuco. Ese mismo año cambian el nombre oficial a «Internado Pablo Neruda», en honor al poeta chileno y exalumno del establecimiento educacional. Héctor Vera dirige el internado por 29 años, dejando la administración en junio de 2009. Le sucede Juan Bustamante Millar (2009-2012), Vittorio Rotunno Galdámez (2012) y Loreto Meier Fuentealba (actual).

## Himno del Liceo de Hombres de Temuco
| Coro Alzando el entusiasmo por divisa, queremos el futuro conquistar llevando como escudo una sonrisa y como armas la fe en el ideal…          | I Muchos nobles impulsos en capullo vibran dentro del joven corazón, cuando surgen de fondo de un murmullo, clara y recia, de pronto, la canción.       | II Cantarán nuestras voces jubilosas, cuando el sol cariñoso se desgrana, a la abeja que vuela laboriosa ya las flores que alegran la mañana.    |
| III Manteniendo encendida la esperanza, seguiremos cantando en la labor, mientras canta en lo alto la campana nuestros pasos guiando con amor. | IV Y si arroja el fantasma de la guerra su simiente de odio sobre el mundo sembraremos la paz en nuestra tierra, que no hay grano mejor ni más fecundo. | V No olvidemos esta aula bondadosa que nos diera las luces del saber, cuando abierta las alas temblorosas, al gran vuelo tengamos que emprender. |

El autor del himno es Mario Lillo. 

## Dirección del establecimiento
| n° | Años        | Dirección                            | Especialidad                                                                   |
| -- | ----------- | ------------------------------------ | ------------------------------------------------------------------------------ |
| 1  | 1888-1899   | Plácido Briones                      | profesor normalista                                                            |
| 2  | 1899-1913   | Tomás Guevara Silva                  | profesor de filosofía y castellano                                             |
| 3  | 1913-1925   | Marco Aurelio Letelier Leal          | profesor de ciencias                                                           |
| 4  | 1925-1927   | Domingo Maturana Salcedo             | profesor de historia                                                           |
| 5  | 1927-1933   | Lorenzo Carbacho Gatica              | profesor de castellano                                                         |
| 6  | 1933-1937   | Lorenzo Sazié Herrera                | profesor de historia                                                           |
| 7  | 1937-1946   | Hermógenes Astudillo Herrera         | profesor de historia                                                           |
| 8  | 1946-1964   | Waldo Retamal Melo                   | profesor de francés                                                            |
| 9  | 1964-1965   | Ricardo Ferrando Keun                | profesor de historia del Liceo de 1949 a 1965                                  |
| 10 | 1965-1968   | Desconocido                          | Sin datos                                                                      |
| 11 | 1968-1994   | Daniel Rodríguez Fuentes             | profesor de castellano                                                         |
| 12 | 1994-2005   | Sergio Emiliano Guerrero Feliú       | profesor de estado, Orden al Mérito Docente y Cultural Gabriela Mistral (2009) |
| 13 | 2006-2009   | Mario Blas Blaauboer Valdés          |                                                                                |
| 14 | 2009-2012   | Jaime Salvador Uribe Díaz            |                                                                                |
| 15 | 2013-2022   | Juan Carlos González Flaneigs        |                                                                                |
| 16 | 2022-2023   | Esteban René Darmendaril Salinas     |                                                                                |
| 17 | 2023        | Juan Carlos Durán García             |                                                                                |
| 18 | 2023-2024   | Cristián Orlando Rodríguez Frigolett |                                                                                |
| 19 | 2024-actual | Marco Antonio Correa Martínez        |                                                                                |

## Estudiantes destacados
El Liceo Pablo Neruda ha sido la cuna de diversos personajes destacados en el ámbito científico, literario, cultura, musical, político y deportista. Destacan particularmente: Héctor Croxatto Rezio, Premio Nacional de Ciencias (1979); Pablo Neruda, Premio Nacional de Literatura (1945) y Premio Nobel de Literatura (1971); Dagoberto Godoy, piloto que sobrevoló por primera vez la Cordillera de los Andes; Rudecindo Ortega Mason, delegado chileno para las Naciones Unidas; Horario Saavedra, músico y dorector de orquesta del Festival Internacional de la Canción de Viña del Mar de 1971 hasta 2010; Marcelo Salas Melinao, miembro de la selección nacional de fútbol y presidente del Club Deportes Temuco. 